# Xenimpia loile
Xenimpia loile är en fjärilsart som beskrevs av Robert H. Carcasson 1964. Xenimpia loile ingår i släktet Xenimpia och familjen mätare. Inga underarter finns listade i Catalogue of Life.